# Гельтерфинген
Гельтерфинген (нем. Gelterfingen) — бывшая коммуна в Швейцарии, в кантоне Берн. С 1 января 2018 года вошла в состав коммуны Кирхдорф.
До 2009 года входила в состав округа Зефтиген, с 2010 года — в Берн-Миттельланд. Население составляет 252 человека (на 31 декабря 2006 года). Официальный код — 0865.